# Dholavira

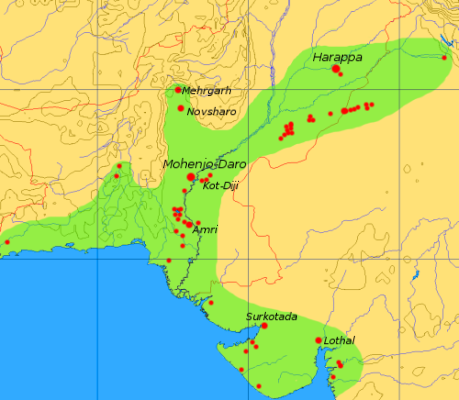
Stätten der Induskulturen

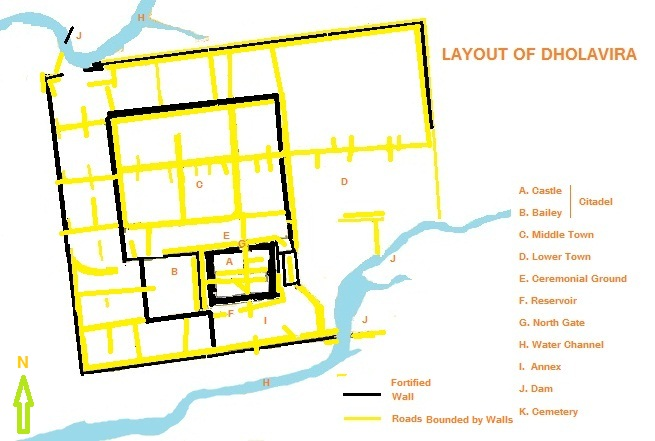
Plan von Dholavira

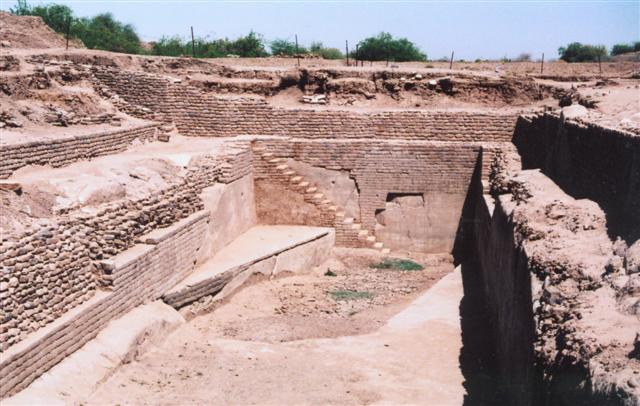
Eines der Wasserbecken – eine Stufenbad.

Dholavira (Gujarati: ધોળાવીરા) ist eine den Induskulturen zuzurechnende archäologische Stätte im Westen des heutigen indischen Bundesstaats Gujarat.

## Lage
Die archäologische Stätte von Dholavira liegt auf einer leichten Anhöhe im Distrikt Kachchh in einer Höhe von ca. 30 m ca. 1 km südlich des namengebenden heutigen Dorfes in der Trockensteppe des Rann von Kachchh, die sich in der Monsunzeit auch in ein Sumpfgebiet, ja sogar in eine Seenlandschaft verwandeln kann. Die Grenze zu Pakistan ist nur ca. 20 km in nördlicher Richtung entfernt. Nächstgrößere Stadt ist das gut 260 km (Fahrtstrecke) östlich gelegene Patan.

## Geschichte
Die aus Natursteinen anstelle der sonst üblichen Lehmziegel erbaute und mehr als 4500 Jahre alte Stadt gehört zu den Stätten der Induskulturen und war wahrscheinlich ein Außenposten bzw. eine Handelsniederlassung Harappas. Nach den Erkenntnissen der Archäologen war sie von ca. 2650 bis 1450 v. Chr. besiedelt; die heute sichtbaren Mauern etc. gehören zumeist in die Spätphase. Die Siedlungsreste wurden Ende der 1960er Jahre entdeckt und in mehreren Kampagnen seit den 1990er Jahren teilweise ausgegraben.

## Archäologische Stätte
Die in flachem Gelände erbaute Stadt wird von einer höher gelegenen Festung (Zitadelle oder Akropolis) überragt, die sowohl bei Übergriffen umherziehender Viehnomaden als auch bei Überschwemmungen Schutz bot. Die ca. 770 × 615 m große Stadtanlage hatte einen rechteckigen Grundriss, ein geradlinig verlaufendes Straßennetz und war von Mauern umschlossen. Außerhalb der Mauern verliefen Bäche oder Bewässerungskanäle; wahrscheinlich siedelten hier Bauern, von deren aus Ästen, Reisig, Stroh und Lehm erbauten Hütten heute nichts mehr erkennbar ist; in Notzeiten fanden Mensch, Vieh und andere Wertsachen innerhalb der Stadtmauer Platz. Hier gab es Wohn- und Handwerkerhäuser, eventuell sogar kleine Läden, Getreidespeicher und Wasserreservoirs – davon eines mit einer hinabführenden Treppe. Im Oktober 2014 begannen Grabungsarbeiten an einem langgezogenen Stufenbrunnen von etwa 73,50 m Länge und ca. 7 m Tiefe.

## Kleinfunde
Besonders interessante Funde sind kleine weibliche Tonfigurinen mit auffälligem Kopfputz (alle im Nationalmuseum, Delhi).

## Galerie

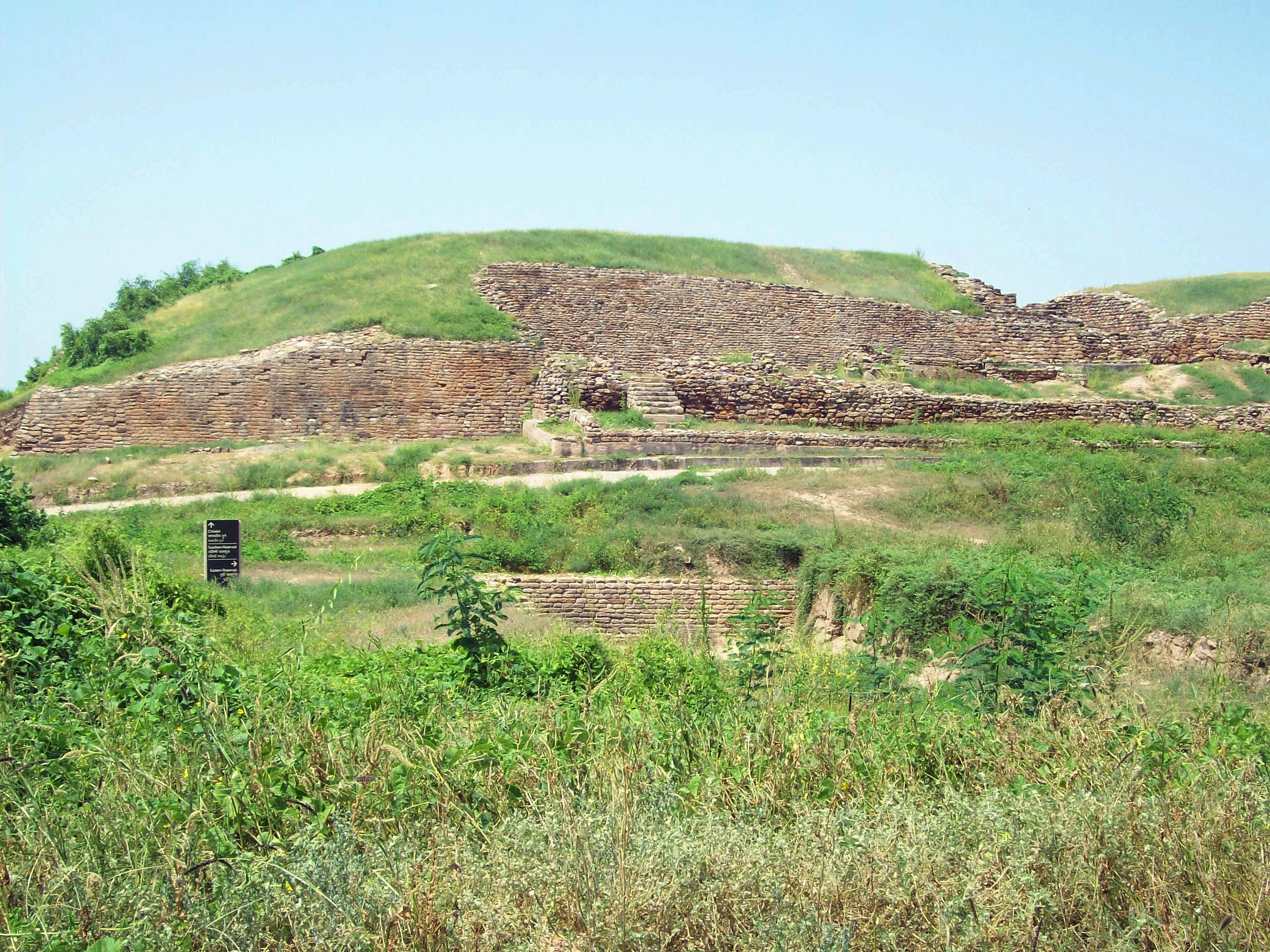
Zitadelle und Mauern von Dholavira
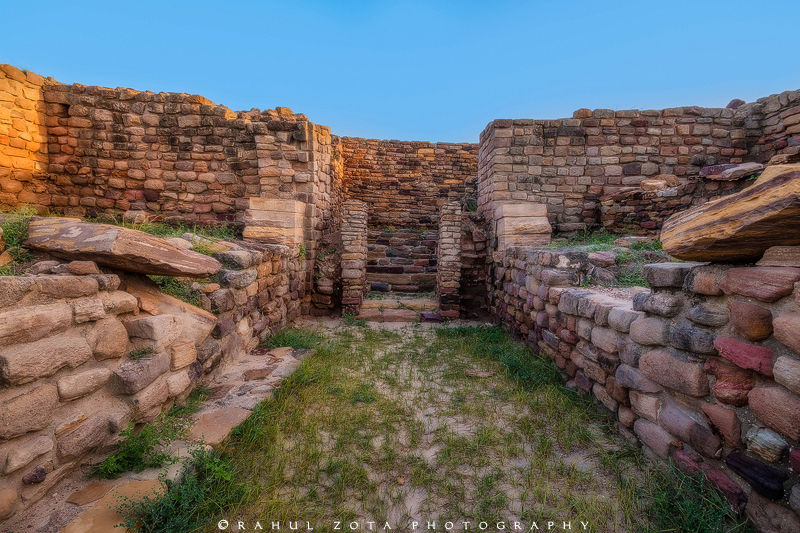
Straße mit Treppe
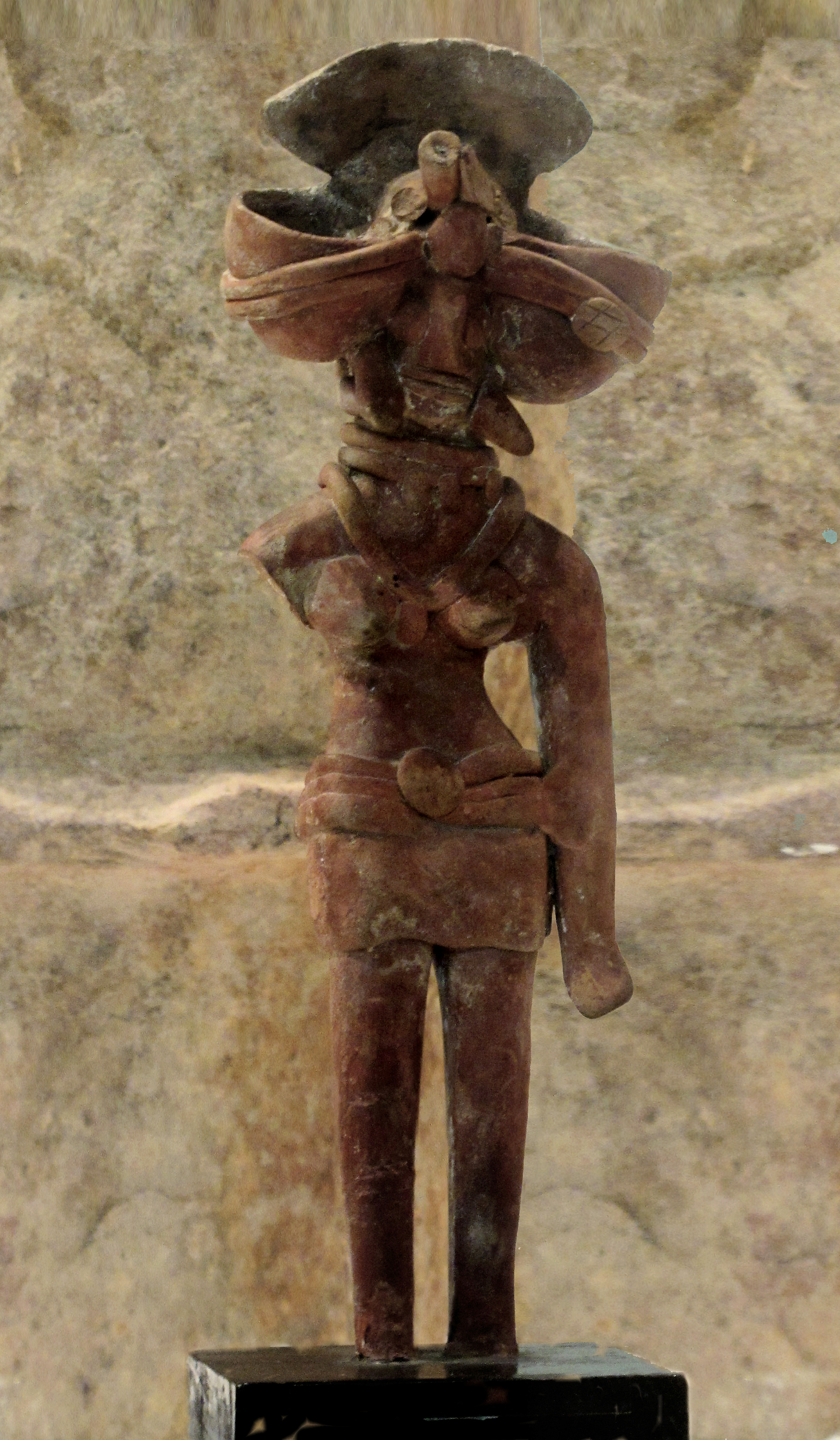
Weibliche Figur mit auffälligem Kopfputz
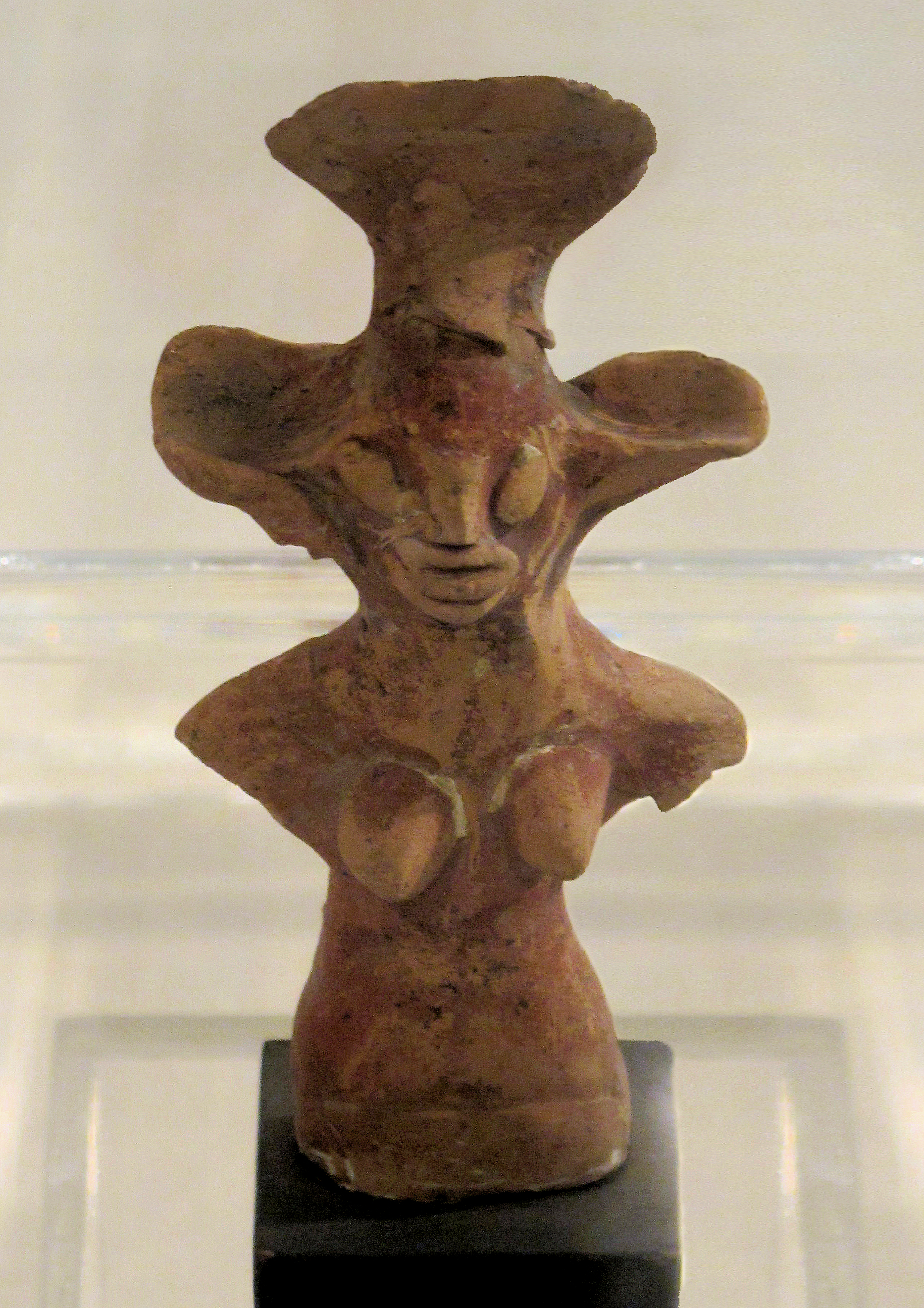
Rest einer weiblichen Figur mit auffälligem Kopfputz